# Карл Фердинанд Корі
Карл Фердіна́нд Ко́рі (англ. Carl Ferdinand Cori; 5 грудня, 1896 року, Прага, Австро-Угорщина (нині Чехія) — 20 жовтня, 1984 року) — американський біохімік, лауреат Нобелівської премії з фізіології або медицини в 1947 у (спільно з дружиною Герті Корі) «за відкриття каталітичного перетворення глікогену». Вони розділили премію порівну з аргентинським фізіологом Бернардо Усаєм, який відкрив роль гормонів передньої частки гіпофізу в метаболізм і глюкози.

## Біографія
Карл Корі народився у родині італійського походження у Празі. У 1928 році прийняв американське громадянство.